# Bonneuil-en-Valois
Bonneuil-en-Valois – miejscowość i gmina we Francji, w regionie Hauts-de-France, w departamencie Oise.
Według danych na rok 1990 gminę zamieszkiwało 817 osób, a gęstość zaludnienia wynosiła 64 osoby/km² (wśród 2293 gmin Pikardii Bonneuil-en-Valois plasuje się na 352. miejscu pod względem liczby ludności, natomiast pod względem powierzchni na miejscu 286.).